# Resident Evil 4
A Resident Evil 4 a videójátéksorozat 4. számozott epizódja, stílusa az akció és túlélő-horror. A Capcom Production 4 fejlesztette és a Capcom adta ki elsőként Nintendo GameCube konzolra, később PlayStation 2-re és PC-re is. 2011-ben Xbox 360-ra is megjelent feljavított grafikával letölthető formátumban.

## A történet
1998-ban az Umbrella Corporation nevű cég egyik kísérlete meglepetésszerűen elszabadult Raccoon City városában, ezzel megfertőzve és élőhalottá változtatva az ott élő embereket. A zombik seregét végül az Umbrella Corporation egy atombombája ölte meg.
A zombik gyilkos karmai közül csak kevesen menekültek meg, köztük Leon S. Kennedy, Raccoon City akkori rendőre. Azóta évek teltek el, az Umbrella Corporation csődbe ment, Kennedy pedig az USA elnökének egyik legjobb ügynöke lett.
Most, hogy az elnök lányát ismeretlenek elrabolták, Leont bízzák meg a feladattal, hogy derítse ki hollétét és mentse meg. A nyomok egy spanyol faluba, El Pueblóba vezetnek, ahol azonban érkezésük után a Leont kísérő, két helyi rendőrt megölik, ellene pedig hajtóvadászatot indítanak. Leon azonban új társakra talál, köztük Luis Serára, aki egy ottani kutató, és Ada Wong-ra aki a Raccoon City incidens alatt egy ismeretlen Umbrella Corp. rivális cégnek próbálta meg ellopni a G-Virust. A lány Weskernek dolgozik, és ismét egy mintát akar megszerezni.

## Fő karakterek
- Leon S. Kennedy: Racoon City volt rendőre, jelenleg az USA egyik ügynöke. Őt bízzák meg, hogy keresse meg az elnök elrabolt lányát.
- Ashley Graham: Az USA elnökének lánya, akit ismeretlenek elrabolnak, majd egy spanyol faluba visznek.
- Ada Wong: Kém aki jelenleg a Wesker által alapított "The 3rd Organization" tagja, a Plaga vírust akarja megszerezni.
- Luis Sera: Saddler egyik kutatója, később Leon társa.
- Ingrid Hunnigan: Kormányzati ügynök, operátor, aki rádióval tartja a kapcsolatot a férfival.
- Jack Krauser: Az USA egykori tehetséges katonája, akit egy helikopterbaleset után halottnak nyilvánítottak. Jack valójában Weskernek dolgozik, de Saddler nagyúrnak Plagaval fertőzte meg, így hozzá lojális.
- Osmund Saddler: A Los Illumanados kultisták ura, aki gyilkos plágák segítségével uralja a helyieket. Ő raboltatja el az USA elnökének lányát, hogy aztán őt megfertőzve világuralomra törhessen.
- Bitores Mendez: Saddler egyik legfőbb embere, aki szintén mutáns képességekkel rendelkezik.
- Ramon Salazar: Ramon a Salazar família nyolcadik várnagya, az ő családja kezdte meg a plagak felkutatását és kitermelését.
- Mike: Leon és Ingrid társa, aki egy helikoptert vezet.
- Merchant: Egy titokzatos idegen árus, aki néha-néha felbukkan különféle helyeken, hogy fegyverekkel kereskedjen.
- Albert Wesker: Célja a Plaga vírus megszerzése, de a műveletben aktívan nem vesz részt. Ada és eleinte Krauser is neki dolgozik.

## Cselekmény

### Leon szemszögéből
Az amerikai elnök elrabolt lánya, Ashley Graham megkeresésére küldött titkosügynök, Leon S. Kennedy két helyi rendőr kíséretében, egy spanyol falu, El Pueblo erdővel borított tájára érkezik. Megjelenésük után azonban a falu lakosai nem várt módon rájuk támadnak, és brutálisan megölik őket, csupán Leon éli túl a lincselést.
Az ügynök kénytelen szembeszállni a falusiakkal, és a szintén rátámadó különös lényekkel: egy rejtélyes tavi szörnnyel, egy trollszerű szörnyeteggel, és valamiféle vírus által megfertőzött farkaskutyákkal. Ezeket legyőzve azonban egy Bitores Mendez nevű férfi elfogja Leont, így az találkozik egy helyi nyomozóval, Luis Sera-val, akivel együtt végül sikerül megszökniük.
A két férfi útja különválik, később Leon pedig pótolni tudja hiányzó fegyvereit: egy rejtélyes csuklyás idegen ugyanis többször megjelenik, és üzletel vele. Leon hosszas botorkálás után egy templomban rátalál az elrabolt Ashley-re, távozásukat azonban uruk, Saddler parancsára a helyiek nem engedik.
A két fiatalnak sikerül végezni az útjukat álló Mendezzel -aki a harc alatt pókszerű szörnyeteggé alakul át-, üldözőik elől pedig egy közeli várba menekülnek.
Csakhogy itt a vár ura, a törpe Ramon Salazar nem fogadja őket barátságosan: Ashley-t elfogatja, Leon megölésére pedig több tucat vírus által fertőzött szektást küld. Az összecsapások során Leon egy ismerős arctól kap segítséget: a váratlanul felbukkanó Luistól. A férfi elmondja, hogy Saddler parancsára gyilkos vírussal fertőzték meg a helyieket, elfogásuk után pedig Leont és Ashley-t is, az ellenszert azonban sikerült megszereznie.
Csakhogy ekkor Luist Saddler megöli az ellenszert pedig elveszi tőle, Leon ismét menekülni kényszerül, méghozzá a vár alatti csatornákba. Idelenn a férfi rengeteg szúnyogszerű, repülő lénnyel és két trollal találja szembe magát, ráadásul Salazar is leküldi egyik testőrét, hogy likvidálja a betolakodót.
Leonnak azonban sikerül megölnie támadóit, és a felszínre térve Salazarral is összecsap. Mikor Salazar és másik testőre látja, hogy ellenfelük túl erősnek bizonyul, a vérükben keringő vírus segítségével egy hatalmas húsevő növénnyé változnak, ennek ellenére Leon mindkettejükkel végez.
Mikor kiderül, hogy Ashley-t egy közeli szigetre szállították át, feltűnik a színen Leon egyik régi ismerőse, a Wesker által alapított "The 3rd Organization"-nek dolgozó Ada Wong, és egy motorcsónakkal átszállítja a férfit a szigetre.
Ada váratlanul eltűnik, Leonnak pedig újabb ellenségei adódnak: a szigeten táborozó, állig felfegyverzett, fertőzött katonák, és néhány elszabadult kísérleti alany. Leon társa -akivel rádión tartja a kapcsolatot-, Ingrid egy régi barát, Mike által vezetett harci helikoptert küld segítségképpen, ám azt hosszas lövöldözés után a katonák felrobbantják.
Végül a katonák parancsnoka, az államokban elhunytnak hitt Jack Krauser is felfedi magát, és szembeszáll Leonnal. Első összecsapásukban Leon alulmarad, ekkor Ada siet a segítségére, másodszorra azonban Leon legyőzi ellenfelét, ráadásul ezután a csatatérként szolgáló romok is a levegőbe repülnek.
Leon végül rátalál Ashley-re, és kiszabadítja azt Saddler karmai közül, majd miután az ellenszerrel sikerült magukból kiírtani a vírust, elindul, hogy végleg leszámoljon Saddlerrel. A csatára egy helikopterleszállón kerül sor, ahol Saddler nem várt módon egy hatalmas, pókszerű lénnyé változik.
Végül Ada is megjelenik, és egy rakétavetőt dob Leonnak, aki ezt használva megöli Saddlert. Halála után Leon a maradványokhoz lép, ahol megpillantja a vírus egyik fecskendőbe zárt prototípusát, ám ekkor Ada pisztollyal a kezében magának követeli azt. Egy Jet-ski kulcsot ad Leonnak, elárulja, hogy a sziget néhány percen belül fel fog robbanni, és hogy az Weskernek dolgozik, majd felszáll az érte jövő helikopterrel.
Leon és Ashley versenyt futva az idővel eljut a Jet-ski-ig, és annak segítségével időben elhagyják a szigetet, ami nem sokkal később a levegőbe repül…

### Ada szemszögéből
Ada, az Albert Wesker által vezetett The 3rd Organization nevű társaság egyik embere megérkezik a spanyol Los Iluminados faluba. Míg az életére törő helyiek váratlanul megpróbálják megölni, Ada rájön, hogy már más is járt errefelé: Leon.
Míg Leon a helyiekkel harcol Ada elmegy Saddler egyik templomába meghúzza a harangot erre a helyiek leszálltak Leon-ról és lassan sétáltak a templom felé s, csak ennyit mondtak: Lord Saddler!
Ada követi Leon nyomait a várba, majd átszállítja a férfit egy közeli szigetre, itt azonban ismét különválnak. Ada találkozik a szintén Albert Weskernek dolgozó Jack Krauserrel, akinek felajánlja segítségét, később azonban, mikor Jack és Leon összecsapnak, Ada Leon segítségére siet.
Ada kénytelen szembeszállni az itt táborozó katonákkal, majd pedig Krauserrel is, akit Leon nem sokkal korábban legyőzött, ráadásul fel is robbant. Jack a testében lévő vírusnak köszönhetően azonban még életben van, és mutációját kihasználva Adára támad. A nő végül hosszas harc után végez a férfival, majd folytatja útját.
Egy épületbe betérve szemtanúja lesz, amint Leon kiszabadítja Ashley-t, ám Saddler az útjukat állva. Ada ismét segít volt társának, és feltartja Saddlert, az azonban elfogja…
Ada egy helikopterleszállónál ébred, méghozzá megkötözve. Miután kiszabadult fogságából, megpillantja Leont és a pókszerű szörnyeteggé változott Saddlert, amint azok végső harcukat vívják. A csatába a nő is beleavatkozik: szerez egy rakétavetőt, és ledobja Leonnak, aki ezt kihasználva végez Saddlerrel.
Ada azonban ekkor felfedi kilétét: megszerzi Leontól a vírus prototípusát, majd Albert Wesker helikopterén eltávozik a szigetről, hátrahagyva Leonnak egy Jet-ski kulcsot, mely talán megmentheti a két fiatalt a robbanástól, ami néhány perccel később megsemmisíti a szigetet…